# Serie A2 2004-2005 (hockey su pista)
La Serie A2 2004-2005 è stato il torneo di secondo livello del campionato italiano di hockey su pista per la stagione 2004-2005. La competizione è iniziata il 16 ottobre 2004 e si è conclusa il 30 aprile 2005.
Al termine della stagione sono stati promossi in Serie A1 il Modena, l'Amatori Reggio Emilia e il Trissino; sono retrocessi in Serie B il Sandrigo, il Correggio e il Montebello.

## Squadre partecipanti
| Club                  | Stagione | Città                          | Impianto              | Stagione precedente         |
| --------------------- | -------- | ------------------------------ | --------------------- | --------------------------- |
| Amatori Vercelli      | dettagli | Vercelli                       | PalaPregnolato        | 8º in Serie A2              |
| Amatori Reggio Emilia | dettagli | Reggio Emilia                  |                       | Serie B, promosso           |
| Bassano HSK           | dettagli | Bassano del Grappa (VI)        | PalaDue               | 13º in Serie A2             |
| Castiglione           | dettagli | Castiglione della Pescaia (GR) | Pala Casa Mora        | 6º in Serie A2              |
| Correggio             | dettagli | Correggio (RE)                 |                       | 11º in Serie A2             |
| Matera                | dettagli | Matera                         | PalaTenda             | 7º in Serie A2              |
| Modena                | dettagli | Modena                         | PalaMolza             | 14º in Serie A1, retrocesso |
| Molfetta              | dettagli | Molfetta (BA)                  | PalaFiorentini        | 9º in Serie A2              |
| Montebello            | dettagli | Montebello Vicentino (VI)      |                       | 3º in Serie A2              |
| Roller Bassano        | dettagli | Bassano del Grappa (VI)        | PalaDue               | Serie B, promosso           |
| Sandrigo              | dettagli | Sandrigo (VI)                  | Palasport di Sandrigo | 10º in Serie A2             |
| Sarzana               | dettagli | Sarzana (SP)                   | Pista Vecchio Mercato | Serie B, promosso           |
| Thiene                | dettagli | Thiene (VI)                    | PalaCeccato           | 5º in Serie A2              |
| Trissino              | dettagli | Trissino (VI)                  | Palasport di Trissino | 13º in Serie A1, retrocesso |

## Classifica finale
|  | Pos. | Squadra               | Pt | G  | V  | N | P  | GF  | GS  | DR  |
|  | ---- | --------------------- | -- | -- | -- | - | -- | --- | --- | --- |
|  | 1.   | Modena                | 59 | 26 | 18 | 5 | 3  | 115 | 70  | +45 |
|  | 2.   | Amatori Reggio Emilia | 50 | 26 | 16 | 2 | 8  | 105 | 65  | +40 |
|  | 3.   | Molfetta              | 50 | 26 | 15 | 5 | 6  | 114 | 86  | +28 |
|  | 4.   | Trissino              | 48 | 26 | 14 | 7 | 5  | 94  | 73  | +21 |
|  | 5.   | Amatori Vercelli      | 43 | 26 | 13 | 4 | 9  | 99  | 86  | +13 |
|  | 6.   | Thiene                | 40 | 26 | 14 | 1 | 11 | 102 | 97  | +5  |
|  | 7.   | Sarzana               | 37 | 26 | 11 | 4 | 11 | 83  | 109 | -26 |
|  | 8.   | Roller Bassano        | 36 | 26 | 11 | 3 | 12 | 89  | 103 | -14 |
|  | 9.   | Matera                | 31 | 26 | 10 | 1 | 15 | 96  | 110 | -14 |
|  | 10.  | Castiglione           | 29 | 26 | 8  | 5 | 13 | 72  | 78  | -6  |
|  | 11.  | Bassano HSK           | 28 | 26 | 8  | 4 | 14 | 96  | 108 | -15 |
|  | 12.  | Sandrigo              | 26 | 26 | 7  | 5 | 13 | 73  | 105 | -32 |
|  | 13.  | Correggio             | 21 | 26 | 6  | 3 | 17 | 81  | 103 | -22 |
|  | 14.  | Montebello            | 20 | 26 | 5  | 5 | 16 | 66  | 99  | -33 |

Legenda:
  Partecipa ai play-off scudetto.
  Partecipa ai play-out.
      Promosse in Serie A1 2005-2006.
      Retrocesse in Serie B 2005-2006.
Note:
Tre punti a vittoria, uno a pareggio, zero a sconfitta.
In caso di arrivo di due o più squadre a pari punti, la graduatoria finale è stilata secondo la classifica avulsa tra le squadre interessate che prevede, in ordine, i seguenti criteri:
- punti negli scontri diretti;
- differenza reti negli scontri diretti;
- differenza reti generale;
- reti realizzate in generale;
- sorteggio.

## Play-out
Trissino promosso ai play-out A1-A2